# Chess Records
Chess Records foi uma gravadora americana sediada em Chicago, Illinois. Era especializada em blues, rhythm and blues, gospel, início do rock and roll, e às vezes jazz. 
A história da gravadora foi contada em Cadillac Records, filme biográfico musical de 2008, escrito e dirigido por Darnell Martin. 

## Lista de artistas da Chess Records

### 1950s
- Willie Dixon (compositor)
- Muddy Waters
- Little Walter
- Howlin' Wolf
- Sonny Boy Williamson II
- Lowell Fulson
- Memphis Slim
- Jimmy Rogers
- Lafayette Leake
- John Lee Hooker
- Willie Mabon
- Buddy Guy
- Little Milton
- The Flamingos
- The Moonglows
- Chuck Berry
- J. B. Lenoir
- Bo Diddley
- Clarence "Frogman" Henry
- The Dells
- Billy Stewart
- Bobby Charles
- Dale Hawkins
- Benny Goodman
- Gene Ammons
- Eddie Bo
- Etta James
- Jody Williams

### 1960s
- Raynard Miner (compositor de : "Higher & Higher", "Rescue Me", etc.)
- Koko Taylor
- Jan Bradley
- Fontella Bass
- Sugar Pie DeSanto
- Tommy Tucker
- Jackie Ross
- Bob Kames
- Laura Lee
- Moms Mabley
- Larry Williams
- Johnny "Guitar" Watson
- Jimmy McCracklin
- Sonny Stitt
- Big Bill Broonzy e Washboard Sam
- Dave "Baby" Cortez
- Slappy White
- Pigmeat Markham
- Rotary Connection
- Timmy Shaw
- Ramsey Lewis
- Minnie Riperton